# Buktafestivalen
Buktafestivalen är en musikfestival i Tromsø, Nordnorge. Den arrangeras varje år i juli och första gången var 2004. Festivalen arrangeras i Telegrafbukta, som ligger helt ytterst på södra delen av ön Tromsøya, 3–4 kilometer från centrum av Tromsø. Här ligger en liten strand och grönområden. Första året var det cirka 5 000 åskådare under två dagar. Redan året efter var åskådarantalet uppe i 11 000.
Så har festivalen fått flera scener och utökats till tre dagar. Festivalen har en kapacitet på 6 000 personer varje dag, och har dessutom en förmiddagskonsert en av dagarna. Det säljs runt 20 000 biljetter varje år. En rad kända artister från både Skandinavien och resten av världen har spelat på festivalen. Här kan bland annat nämnas att Iggy Pop och Patti Smith bägge har spelat två gånger på Buktafestivalen.

## Artister

### 2004
| - Big Bang - Dread Men Walking - El Caco - Emmerhoff & the Melancholy Babies - Hangface - HGH | - Madrugada - Milestone Refinery - Ricochets - Sivert Høyem and the Opposition - Sondre Lerche | - Span - The Brimstone Solar Radiation Band - The James Deans - The Kulta Beats - The Lites |

### 2005
| - 22-Pistepirkko - Anneli Drecker - Cato Salsa Experience - Hopalong Knut - Johanne Ballovarre - Madrugada | - Minor Majority - Phoenix - Ralph Myerz & The Jack Herren Band - Supersuckers - The 5,6,7,8's | - The Beautiful People - The Soundtrack of Our Lives - Tuco's Lounge - Turdus Musicus - WE |

### 2006
| - Art Brut - Baby Woodrose - Brant Bjork and the Bros - Danko Jones - DumDum Boys | - Håkan Hellström - Kaizers Orchestra - Mew - Motörhead - Ricochets | - Seigmenn - Turboneger - Vishnu - Washington |

### 2007
| - Ash - Big Bang - Brut Boogaloo - Calexico - Desert Highway - Magnet | - Iggy Pop & The Stooges - Johnossi - Midlake - New Bomb Turks - Sivert Høyem & The Volunteers - Ska Patrol | - Supergrass - Taliban Airways - The Hives - The Thermals - The Waterboys - Turboneger |

### 2008
| - Bigton Gulch Town Orchestra - Cyaneed - Danko Jones - Destined - Dozza & The Dragonslayers - DumDum Boys - Fingerprince - Hellsongs - Kent - Legendary Shack Shakers | - Leningrad Cowboys - Los Plantronics - Madrugada - Patti Smith - Raga Rockers - Sixtyniners - Superfamily - The Box of Mothers - The Disciplines | - The Fuckemos - The Grand - The Jessica Fletchers - The Mojomatics - The Vibrators - Tim Scott - Two Gallants - Woven Hand - Åge Aleksandersen og Sambandet |

### 2009
| - Bare Egil Band - Bob Hund - deLillos - Dull boy Jack - Eagles of death metal - El Cuero - Jackie Moonshine - Joe Pug - Kaiser Chiefs | - Major Parkinson - Mark Olson & Gary Louris - Moneybrother - Motorpsycho - Muck & the Mires - Peter Pan Speedrock - Ray Davies - Real Ones | - Roky Erickson - Same Lime - Sham 69 - The Considerate Lovers - The Revolt - The Sadies - The Wombats - Tommy Tokyo & Starving for my gravy |

### 2010
| - Bad County - Big Bang - Bits`n Pieces - Clutch - Danko Jones - Datarock - Dinosaur Jr. - Disciplines - Hayseed Dixie - Hellbillies | - Hurra Torpedo - Ingenting - Jabba the But - Jim Jones Revue - John Olav Nilsen & Gjengen - Juliette Lewis - Kråkesølv - Let`s Wrestle - Mew - Mining in Yukon | - Moddi - Mondo Generator - Navigators - Sivert Høyem - Tellusalie - The BlackSheeps - The Hex - The Sonics - Turdus Musicus |

### 2011
| - Badger - Biffy Clyro - Cold Mailman - Death by Unga Bunga - Doctor Midnight & The Mercy Cult - Eline Thorp - Gallows - Grinderman - Guitar Wolf - Honningbarna - Ida Maria - Ingeborg Oktober | - Kitchie Kitchie Ki Me O - Kråkesølv - Kvelertak - Kyuss Lives! - Lisa Skoglund - Magne Neby Olsen - Melissa Horn - Monster Magnet - Mudhoney - Nekromantix - Neograss - Olgas Amazon | - Petter Carlsen - Steinar Albrigtsen - Surfers Lingo - The Black Lips - The Dandy Warhols - The Northern Lies - The Pussycats - The Wolves - Two Door Cinema Club - UK Subs - Vishnu |

### 2012
| - Daniel Norgren - Dirt Daubers - Erter, Kjøtt og Flesk - Graveyard - Jack Stillwater - Lars Winnerbäck - Legendary Shack Shakers - Lissie - Los Explosivos - Mara & The Inner Strangeness | - Moddi - Peter Estdahl - Rival Sons - She Keeps Bees - Sivert Høyem - Stein Torleif Bjella - The Burning Hell - The Cardigans - The Considerate Lovers - Thee Mono Sapiens | - The Jayhawks - The Nomads - The Real McKenzies - The South - Thin Lizzy - Vidar Vang - Violet Road - Wolfmother - Æ - Åge Aleksandersen & Sambandet |

### 2013
| - Adjentist - Atlanter - Big Bang - Blòt - Calexico - CC Cowboys - Christer Wulff - H!DE - Hekla Stålstrenga - Hjerterå - Honningbarna - Håkon Johnsen Trio - Ida Jenshus | - Jadudah - Kadavar - Kaizers Orchestra - Kråkesølv - Kvelertak - Mara & The Inner Strangeness - Monolith House - Nikkeby Lufthavn - Oslo Ess - Pistol & Bart - Pristine - Red Headed Sluts - Reverend Shine Snake Oil Company | - Shining - Terry Lee Hale - The Bonbons - The Dream Syndicate - The Good The Bad and The Zugly - The Hives - The Launderettes - The Mobsmen - The Pretty Things - The Tallest Man On Earth - Ulf Lundell - Uncle Acid & the Deadbeats - Witchcraft |

### 2014
| - 10th Harmonic - Approaching Pluto - Barren Womb - Billie Van - Brave Black Sea - Carolina & Louisa - Biru Baby - Disco Fiasco - Dropkick Murphys - Kåre & The Cavemen - Février - Gallows - Horisont | - Imperial State Electric - Jadudah - Kindred Fever - Lillebjørn Nilsen & Seresta - Løkbrød - Mari Boine - Mastodon - Monica Heldal - Ondt Blod - Opeth - Patti Smith - Pentagram - Phone Joan | - Pil & Bue - Reptile Master - Resirkulert - Roadburn - Skambankt - Skogen Brinner - Spidergawd - The Bronx - The Cheaters - The Dogs - The Jon Spencer Blues Explosion - The Late Great - The War on Drugs |

### 2015
| - As Life Fades Away - Baby In Vain - Brutus - Changeling - Chuck Prophet & The Mission Express - Daniel Norgren - Danko Jones - Dienamic - Dream Theater - Fru Pedersen - Heave Blood & Die | - Hjortene - How To Kiss A Frog - Hurula - Hypnos - Jonathan Wilson - Lüt - OnklP & De Fjerne Slektningene - Razika - Refused - Rival Sons - Screenshot This | - Ska Patrol - The Devil & The Almighty Blues - The Graveltones - The Growlers - The Late Great - The Northern Belle - The Wombats - Torgeir Waldemar - Vederkast - Vidunder - Wedge |

### 2016
| - Auto Pilots - Bendik - Black Debbath - Cancer Bats - Cosmic Psychos - DumDum Boys - Gebhardt - Gogol Bordello - Gojira - Graveyard - Greenleaf | - Hubro - Iggy Pop - Jacco Gardner - Karlsøy Prestegaard - Kumle og Raspeball - Kvelertak (band) - Mama Said No - Martine B & The Classy Llamas - Monolord - Ohmwork - Ondt Blod | - Raga Rockers - Robaat - Senjahopen - Sondre Justad - Sugarfoot - Sunshine Reverberation - The Late Band - The Northern Lies - There Will Be Blood - Valentourettes - Zappa plays Zappa |

### 2017
| - 10th Harmonic - Alice Cooper - Ane Brun - Anneli Drecker - Bitches Brew - Child - Converge - De Press - Ebbot Lundberg & The Indigo Children - Elder - Frank Carter & The Rattlesnakes - Green Lake | - Hedvig Mollestad Trio - Highasakite - Honningbarna - Jabba - King Buffalo - Kryp - Lüt - Midnight Choir - Motorpsycho - PsychoSaints - Quarter Wolf - Resirkulert | - Ron Gallo - Seigmen - Stein Torleif Bjella - Sunshine Reverberation - The Bonnevilles - The Fat Rats - The Late Great - The Modern Times - The Mystery Lights - Turboneger - Union Carbide Productions - Unknown Composer |

### 2018
| - A Million Pineapples - Backstreet Girls - Barren Womb - Bel Canto - Castro - Dwarves - Franska Trion - Gluecifer - Gypsy Chicken - Heave Blood and Die - Hollow Hearts - Jabba - Jadudah | - Kevin Morby - Koritsa - Kosmik Boogie Tribe - Kryp - Lisa Skoglund - Metz - Moddi - Nick Oliveri`s Death Electric - Norsk Råkk - Regnvær - Rust - Samsara Blues Experiment - Shame | - Sivert Høyem - Skambankt - Slowdive - Sondre Justad - Sunshine Reverberation - Television - The Cameltoes - Thee Mono Sapiens - The Hellacopters - The Modern Times - Thåström - Turdus Musicus - Årabrot |

### 2019
| - A Million Pineapples NO - Attan NO - Bats of Congress NO - Black Debbath NO - Blomst NO - Bob Hund SE - Brutal Kuk NO - Crow Killers NO - Daddy Long Legs US - deLillos NO - Dunbarrow NO - Ebbot Lundberg & The Indigo Children SE - Elias Jung NO | - Erlend Ropstad NO - Franz Ferdinand UK - Helldorado NO - Iceage DK - Kosmik Boogie Tribe NO - Kryp NO - Kråkesølv NO - Kvelertak NO - Line Saus NO - Linn Koch-Emmery SE - Lucifer SE - Nikkeby Lufthavn NO - Not My Time To Die NO | - Open Window NO - Ricochets NO - Ringo Moon NO - Rumblin Retards NO - Spidergawd NO - Sunshine Reverberation NO - The Courettes DK/BRA - The Dogs NO - The Late Great NO - The Northern Belle NO - The Peawees IT - Virkelig NO - Weezer US |

### 2020/21
Buktafestivalen blev inställd år 2020 på grund av coronapandemin. År 2021 blev det arrangerat en alternativ Buktafestival (Plan-B) för 200 gäster varje dag.

### 2022
Torsdag 21 juli
- Bigbang – Nor
- FIEH – Nor
- The Hives – Sve
- A Million Pineapples - Nor
- The Shivas - USA
- Daufødt – Nor
- Pil & Bue – Nor
- Dunnbarrow - Nor
- Neon Apartments - Nor
- Mall Girl - Nor

Fredag 22 juli
- Halvdan Sivertsen – Nor
- Death by Unga Bunga - Nor
- Turnstile – USA
- Dagny – Nor
- Frøkedal & Familien – Nor
- Lüt – Nor
- The Blinders – England
- Lucky Malice – Nor
- Carson McHone – USA
- Fangst – Nor/USA
- Line Saus - Nor
- Aromatic Oooze - Nor
- Mandalai Lamas - Nor

Lördag 23 juli
- Pristine - Nor
- Torgeir Waldemar - Nor
- Senjahopen - Nor
- Graveyard - Sve
- Idles – Storbr./Irl
- DumDum Boys – Nor
- Sköll - Nor
- Desert State Of Mind - Nor
- Daniel Romano – Can
- Team Me – Nor
- Trond Andreassen & Valentourettes – Nor
- GirlTalk - Nor
- Trang hanske - Nor
- Féleth – Nor
- Vilde Bye – Nor
- Hudkreft – Nor
- nonne - Nor
- Las Coronas - Nor
- Ondt blod - Nor

### 2023
| Torsdag                        | Fredag                 | Lørdag              |
| ------------------------------ | ---------------------- | ------------------- |
| Daniel Norgren                 | Danco Jones            | Vidar Vang & Bandet |
| The Good the Bad and the Zugly | brenn                  | Dig Deeper          |
| Aurora                         | Susanne Sundfør        | Kristian Kristensen |
| Takeshi's Cashew               | Rival Sons             | shame               |
| Bob Vylan                      | Joe & The Shitboys     | Honningbarna        |
| Louien                         | Moillrock              | Madrugada           |
| Cult Member                    | Drug Church            | Vilda Bojàt         |
| The Daze                       | Aromic Ooze            | Posing Woods        |
| Selvforakt                     | EYES                   | Signe Maria Rustad  |
| El Caco                        | nonne                  | Bo Milli            |
| Graet People                   | Elias Jung             | Murder Maids        |
|                                | Sasinia                | Defusion            |
|                                | Barren Womb            | Sofie Johansen      |
|                                | White Trash Blues band | Barnevænnlig        |
|                                |                        | Treholt             |
|                                |                        | Rick Grove          |
|                                |                        | Hubro               |
|                                |                        | Hammok              |
|                                |                        | Judadah             |
|                                |                        | Nikkeby Lufthavn    |

### 2024
| Fredag                      | Lørdag               |
| --------------------------- | -------------------- |
| Bel Canto                   | The Impossible Green |
| Heavy Blood & Die           | STORM                |
| The Soundtrack of Our Lives | Motorpsycho          |
| The Cardigans               | No. 4                |
| Sarah Klang                 | Kvelertak            |
| Slomosa                     | The War on Drugs     |
| SPAN                        | Stèphanie Turcotte   |
| Systemet                    | Ringo Moon           |
| Pulgasari                   | Unge Funksjonell     |
| CLAMM                       | Night Beats          |
|                             | High Vis             |
|                             | Slugwar              |
|                             | GirlTalk             |
|                             | Hammok               |
|                             | The Sha-la-Lee`s     |